# Adresní místo
Adresní místo budovy je v České republice typ údaje, který poskytuje od 1. listopadu 2005 Český statistický úřad v rámci Registru sčítacích obvodů a budov, na základě zákona č. 89/1995 Sb., o státní statistické službě. Je rozšířením dosavadní evidence budov a reflektuje skutečnost, že jedna budova může mít více adres, kterým mohou odpovídat různé vchody budovy. Adresní místo je vždy přiřazeno jedné konkrétní budově s číslem domovním, ale jedné budově s číslem domovním může být přiřazeno více adres a i adresních míst. Adresní místo je v databázi reprezentováno adresním bodem. Adresní místo budovy je podle zákona č. 111/2009 Sb., o základních registrech veřejné správy takové místo v terénu, kterému lze ve vztahu k budově jednoznačně přiřadit adresu. 

## Historie
Registr sčítacích obvodů a budov byl databázově centralizován v roce 2003 v návaznosti na sčítání lidu v roce 2001. V březnu 2004 se stal veřejným seznamem sčítacích obvodů, budov a adres, následně zesilovaly požadavky na propojování registrů a evidencí pomocí adres. Od července 2004 do října 2005 probíhala výchozí datová revize směřující k založení nového produktu adresních míst. 
V roce 2006 bylo v databázi lokalizováno zhruba 97 % evidovaných budov v České republice, mezi nedohledaná patří zejména mnohá evidenční čísla chat v rekreačních oblastech. Počet modelovaných prvků v první verzi produktu byl 2 434 889, v úvahu nejsou brány garáže s čísly domovními (cca 49 tisíc objektů), které při založení vrstvy budov v roce 2001 nebyly předmětem lokalizace. K 30. 11. 2016 uvádí ČSÚ 2 870 064 evidovaných a z toho 2 834 990 lokalizovaných (tj. cca 99 %] prvků.

## Způsob určování
Pokud v daném místě nejsou pojmenovány ulice a veřejná prostranství, pak adresní místo vždy splývá s definičním bodem budovy samé. Pokud má budova jen jednu adresu, je její adresní místo prezentováno definičním bodem budovy v místě jejího středu.
Počet budov s více adresami se pohybuje jenom kolem jednoho procenta z celkového počtu budov s čísly domovními. Má-li budova více adres, jsou její adresní místa prezentována definičními adresními body uvnitř budovy co nejblíže příslušným vchodům do budovy, tedy na vnitřní hraně čelní fronty budovy. 
Adresní bod se obvykle volí tak, aby v mapovém podkladu adresní místo vhodně reprezentoval, například byl blízký reálnému vchodu a ležel směrem k ulici a veřejnému prostranství, které je součástí příslušné adresy (neexistuje-li číslo orientační), a dále aby každopádně byl vnitřním bodem budovy.
Adresní místa však registr zřizuje pouze ve vztahu ke vchodu do budovy. Předmětem registru není fronta budovy bez vchodu v rámci ulice nebo jiného veřejného prostranství, ani pokud by budově ve vztahu k této ulici či veřejnému prostranství bylo přiděleno číslo orientační. 
Atributově je rozlišován typ adresy (hlavní a vedlejší) a zadní vchod. Hlavní adresa vychází z adresy obvyklé pro doručování zásilek, z informací úřadů obcí či z mapového podkladu. Vhodným doplňkem budovy s více adresami je atribut rohového objektu.
Zdrojem adresních míst byly doklady obcí a výsledky statistických zjišťování ČSÚ, podpůrnými zdroji výstupy ze systému Adresa z evidence obyvatelstva Ministerstva vnitra České republiky a jednorázově Územně identifikační registr adres Ministerstva práce a sociálních věcí. Aktualizace probíhala zhruba ve čtvrtletních periodách, které odrážejí stav zpracování zdrojů budov od stavebních a katastrálních úřadů. 
Pro adresní místo je v databázi RSO (v datovém modelu registru 3.5 a výše) generován jednoznačný bezvýznamový identifikátor v rámci České republiky pod označením IDADR.